# Breuville
Breuville è un comune francese di 401 abitanti situato nel dipartimento della Manica nella regione della Normandia.
Fa parte del cantone di Bricquebec nella circoscrizione (arrondissement) di Cherbourg-Octeville.

## Storia

### Simboli
Lo stemma è stato adottato nel giugno 2021. I due leopardi sono il simbolo della Normandia, le quercia rappresenta le foreste del territorio comunale, il bidone l'attività lattiera, il rosone è quello della chiesa locale.

## Società

### Evoluzione demografica
Abitanti censiti